# Простяков, Иван Григорьевич
Иван Григорьевич Простяков (16.1.1844—21.07.1915) — московский предприниматель, купец 1-й гильдии, крупный благотворитель и общественный деятель.
Родился в семье крестьян деревни Чёрной Звенигородского уезда. Двоюродный племянник фабриканта Михаила Герасимовича Солодовникова (1800—1871).
Стал наследником торгового дома Солодовниковых, директором «Товарищества Большой Кинешемской мануфактуры» и «Товарищества льнопрядильных и полотняных фабрик В. Ф. Демидова». Являлся крупным домовладельцем. Так, в одном из его домов по Донской улице в Москве в 1910 году снимал квартиру художник Михаил Нестеров, о чём он упомянул в своих воспоминаниях.
В 1893—1900 гг. избирался гласным Московской городской думы.
Состоял казначеем Солодовниковской богадельни, Солодовниковского училища, Александровской больницы на улице Щипок, был попечителем Дома призрения имени Т. Г. Гурьевой, участвовал в строительстве богадельни П. М. Третьякова. По инициативе Простякова во всех благотворительных заведениях на улице Щипок было проведено электрическое освещение. Предоставил средства на приобретение оборудования для Александровской больницы, здание которой сейчас принадлежит Институту хирургии имени Вишневского. За свою благотворительную деятельность был удостоен множества орденов и медалей, являлся потомственным почётным гражданином Москвы.
Был женат на Мавре Захаровне Простяковой, урождённой Юченковой (1848—1925). В браке родились 6 сыновей и 10 дочерей. С конца 1880-х гг. семья Простяковых жила в собственном доме на улице Донской.
Умер 21 июля 1915 года на 72 году жизни и был похоронен на кладбище Донского монастыря в семейной усыпальнице.